# Gmina Richland (hrabstwo Carroll)

Położenie Gminy Richland w hrabstwie Carroll

Gmina Richland (ang. Richland Township) – gmina w USA, w stanie Iowa, w hrabstwie Carroll. Według danych z 2000 roku gmina miała 187 mieszkańców.